# Imprimatur
Imprimatur (latin "må det tryckas") är en beteckning på officiellt tillstånd för tryckning av skrifter.
I Romersk-katolska kyrkan är det ännu bruk att inhämta biskopens tillstånd att trycka kyrkliga böcker men är mindre vanligt än tidigare. Motsvarande tryckningstillstånd för teologiska böcker gavs i Sverige ännu på 1700-talet.